# Parapterogramma
Parapterogramma (лат.) — род мух-шароусок из подсемейства Limosininae.

## Описание
Мелкие мухи (1-1.9 мм) светло- или тёмно-коричневой окраски. Грудь жёлтая или темно-коричневая, часто со сложным рисунком из серо-коричневых микроскопических ворсинок. Середняя пара дорсоцентральных щетинок на среднеспинке расположена непосредственно за поперечным швом. Голени средних ног с 3-4 дорсальными щетинками в основной половине. Жилка R2+3 сможет быть сильно изогнута в сторону костального края крыла или почти прямой. Жилка R4+5 сильно изогнута и встречаются с костальной задолго до перед вершиной крыла. У самцов шестой стернит брюшка простой. Сурстилус генитального аппарата обычно разделен на большую переднюю долю и меньшую заднюю долю. Постгонит короткий. У самок восьмой стернит крупный, обычно выпуклый в переднемедиальном направлении.

## Классификация
Включает 18 видов.
- Parapterogramma asiaticum Papp, 2008
- Parapterogramma bicolor Kuwahara, Marshall, Luk, 2025
- Parapterogramma continentalis (Hayashi, 2013)
- Parapterogramma dentatum Kuwahara, Marshall, Luk, 2025
- Parapterogramma digitisternum Kuwahara, Marshall, Luk, 2025
- Parapterogramma gonitellum Kuwahara, Marshall, Luk, 2025
- Parapterogramma hieroglyphicum Kuwahara, Marshall, Luk, 2025
- Parapterogramma magnum Kuwahara, Marshall, Luk, 2025
- Parapterogramma matau Kuwahara, Marshall, Luk, 2025
- Parapterogramma ofiensis Kuwahara, Marshall, Luk, 2025
- Parapterogramma peckorum Kuwahara, Marshall, Luk, 2025
- Parapterogramma pollex Kuwahara, Marshall, Luk, 2025
- Parapterogramma poeciloptera  (Papp, 2008)
- Parapterogramma pugioformis Kuwahara, Marshall, Luk, 2025
- Parapterogramma simplex Kuwahara, Marshall, Luk, 2025
- Parapterogramma tokotaai Kuwahara, Marshall, Luk, 2025
- Parapterogramma tropicalis (Hayashi, 2013)

## Распространение
Встречается в Японии, Непале, Тайване, Таиланде и Вьетнаме, Сингапуре, Индонезии, Фиджи, Папуа — Новой Гвинее, Новой Каледонии и Австралии